# Naturbahnrodel-Weltcup 1992/93
Der Naturbahnrodel-Weltcup 1992/93 wurde in drei Disziplinen und in jeweils fünf Saisonrennen ausgetragen.

## Damen-Einsitzer

### Ergebnisse
| Datum                     | Ort                             | Siegerin          | Zweite                 | Dritte            |
| ------------------------- | ------------------------------- | ----------------- | ---------------------- | ----------------- |
| 12. bis 13. Dezember 1992 | Rautavaara                      | Ljubow Panjutina  | Sonja Steinacher       | Irene Zechner     |
| 21. bis 24. Januar 1993   | Inzing                          | Elvira Holzknecht | Beatrix Mahlknecht     | Ljubow Panjutina  |
| 6. bis 7. Februar 1993    | Gummer                          | Doris Haselrieder | Beatrix Mahlknecht     | Sonja Steinacher  |
| 13. bis 14. Februar 1993  | Welschnofen                     | Ljubow Panjutina  | Irene Zechner          | Elvira Holzknecht |
| 20. bis 21. Februar 1993  | Bruck an der Großglocknerstraße | Doris Haselrieder | Jeanette Koppensteiner | Elvira Holzknecht |

### Weltcupendstand
| Rang | Name               | Punkte |
| ---- | ------------------ | ------ |
| 1    | Doris Haselrieder  | ?      |
| 2    | Ljubow Panjutina   | ?      |
| 3    | Elvira Holzknecht  | ?      |
| 4    | Irene Zechner      | ?      |
| 5    | Beatrix Mahlknecht | ?      |
| 6    | Sonja Steinacher   | ?      |

Insgesamt gewannen 18 Rodlerinnen Weltcuppunkte.

## Herren-Einsitzer

### Ergebnisse
| Datum                     | Ort                             | Sieger            | Zweiter           | Dritter        |
| ------------------------- | ------------------------------- | ----------------- | ----------------- | -------------- |
| 12. bis 13. Dezember 1992 | Rautavaara                      | Gerhard Pilz      | Matthäus Hofer    | Franz Obrist   |
| 21. bis 24. Januar 1993   | Inzing                          | Georg Eberharter  | Franz Obrist      | Manfred Gräber |
| 6. bis 7. Februar 1993    | Gummer                          | Gerhard Pilz      | Georg Eberharter  | Franz Obrist   |
| 13. bis 14. Februar 1993  | Welschnofen                     | Franz Obrist      | Anton Blasbichler | Manfred Gräber |
| 20. bis 21. Februar 1993  | Bruck an der Großglocknerstraße | Erhard Mahlknecht | Franz Obrist      | Gerhard Pilz   |

### Weltcupendstand
| Rang | Name              | Punkte |
| ---- | ----------------- | ------ |
| 1    | Franz Obrist      | ?      |
| 2    | Gerhard Pilz      | ?      |
| 3    | Erhard Mahlknecht | ?      |
| 4    | Georg Eberharter  | ?      |
| 5    | Anton Blasbichler | ?      |
| 6    | Willi Danklmaier  | ?      |

Insgesamt gewannen 48 Rodler Weltcuppunkte.

## Doppelsitzer

### Ergebnisse
| Datum                     | Ort                             | Sieger                            | Zweiter                                                       | Dritter                       |
| ------------------------- | ------------------------------- | --------------------------------- | ------------------------------------------------------------- | ----------------------------- |
| 12. bis 13. Dezember 1992 | Rautavaara                      | Helmut Ruetz Andi Ruetz           | Arnold Lunger Günther Steinhauser                             | Reinhold Buchmann Manfred Als |
| 21. bis 24. Januar 1993   | Inzing                          | Arnold Lunger Günther Steinhauser | Reinhold Buchmann Manfred Als Roland Niedermair Hubert Burger |                               |
| 6. bis 7. Februar 1993    | Gummer                          | Arnold Lunger Günther Steinhauser | Almir Betemps Corrado Herin                                   | Helmut Ruetz Andi Ruetz       |
| 13. bis 14. Februar 1993  | Welschnofen                     | Arnold Lunger Günther Steinhauser | Almir Betemps Corrado Herin                                   | Reinhold Buchmann Manfred Als |
| 20. bis 21. Februar 1993  | Bruck an der Großglocknerstraße | Arnold Lunger Günther Steinhauser | Reinhold Buchmann Manfred Als                                 | Helmut Ruetz Andi Ruetz       |

### Weltcupendstand
| Rang | Name                                 | Punkte |
| ---- | ------------------------------------ | ------ |
| 1    | Arnold Lunger – Günther Steinhauser  | ?      |
| 2    | Reinhold Buchmann – Manfred Als      | ?      |
| 3    | Helmut Ruetz – Andi Ruetz            | ?      |
| 4    | Almir Betemps – Corrado Herin        | ?      |
| 5    | Jewgeni Jakuschin – Sergei Kwasnikow | ?      |
| 6    | Roland Niedermair – Hubert Burger    | ?      |

Insgesamt gewannen 14 Doppelsitzer Weltcuppunkte.